# Кубок Молдови з футболу 2014—2015
Кубок Молдови з футболу 2014–2015 — 24-й розіграш кубкового футбольного турніру в Молдові. Титул здобув Шериф.

## Календар
| Раунд                   | Дата                 | Матчі |
| ----------------------- | -------------------- | ----- |
| Перший попередній раунд | 23 - 24 серпня 2014  | 13    |
| Другий попередній раунд | 30 - 31 серпня 2014  | 7     |
| 1/32 фіналу             | 7 вересня 2014       | 7     |
| 1/16 фіналу             | 23 - 24 вересня 2014 | 4     |
| 1/8 фіналу              | 28 - 29 жовтня 2014  | 8     |
| 1/4 фіналу              | 2 - 3 грудня 2014    | 4     |
| Півфінали               | 29 квітня 2015       | 2     |
| Фінал                   | 24 травня 2015       | 1     |

## 1/16 фіналу
| Команда 1          | Рахунок | Команда 2     |
| ------------------ | ------- | ------------- |
| 23 вересня 2014    |         |               |
| Вікторія (2)       | 0:2 дч  | Академія      |
| Сперанца (2)       | 1:0     | Саксан        |
| 24 вересня 2014    |         |               |
| Спікул (3)         | 1:2     | Синжерея (3)  |
| Сфинтул Георге (2) | 0:3     | Заря (Бєльці) |

## 1/8 фіналу
| Команда 1               | Рахунок | Команда 2             |
| ----------------------- | ------- | --------------------- |
| 28 жовтня 2014          |         |                       |
| Костулень               | 6:1     | Єдинці (2)            |
| Інтерспорт-Арома (2)    | 0:1 дч  | Мілсамі               |
| Сперанца (2)            | 0:2     | Тирасполь             |
| Динамо-Авто (Тирасполь) | 4:0     | Заря (Бєльці)         |
| 29 жовтня 2014          |         |                       |
| Академія                | 0:4     | Шериф                 |
| Синжерея (3)            | 1:4     | Веріс                 |
| Гагаузія (2)            | 0:10    | Зімбру                |
| Дачія (Кишинів)         | 3:0     | Петрокуб Хинчешти (2) |

## Чвертьфінали
| Команда 1               | Рахунок         | Команда 2       |
| ----------------------- | --------------- | --------------- |
| 2 грудня 2014           |                 |                 |
| Динамо-Авто (Тирасполь) | 0:3             | Дачія (Кишинів) |
| 3 грудня 2014           |                 |                 |
| Веріс                   | 0:1 дч          | Шериф           |
| Костулень               | -:+             | Мілсамі         |
| Тирасполь               | 0:0 дч пен. 4:3 | Зімбру          |

## Півфінали
| Команда 1       | Рахунок         | Команда 2 |
| --------------- | --------------- | --------- |
| 29 квітня 2015  |                 |           |
| Дачія (Кишинів) | 1:1 дч пен. 6:5 | Тирасполь |
| Шериф           | 3:0             | Мілсамі   |

## Фінал
| 24 травня 2015 18:00(CET) |

| Шериф                                 | 3:2 дч   | Дачія (Кишинів)                 |
| ------------------------------------- | -------- | ------------------------------- |
| Жунінью Потігуар 9' Юрку 52' Іса 109' | Протокол | Журик 66' (автогол) Леука 90+4' |

| Зімбру, Кишинів Глядачів: 5 328 Арбітр: Олівер Драхта, (Австрія) |